# Santa Catarina (Nuevo León)
Santa Catarina é um município do estado de Nuevo León, no México. 
Em 2005, o município possuía um total de 259.896 habitantes.